# Pandanus cubicus
Pandanus cubicus är en enhjärtbladig växtart som beskrevs av Harold St.John. Pandanus cubicus ingår i släktet Pandanus och familjen Pandanaceae.
Artens utbredningsområde är Filippinerna. Inga underarter finns listade.